# Един Ђерлек
Един Ђерлек (Београд, 23. јануар 1987) српски је правник и политичар. Актуелни је потпредседник Народне скупштине Републике Србије. Заменик је председника Странке правде и помирења.

## Биографија
Рођен је у Београду где је завршио основну школу и Осму београдску гимназију. Своје школовање наставља у Сирији на Институту за арапски језик Универзитета „Абу Нур" у Дамаску у трајању од три године, а потом завршава Факултет за исламске студије у Новом Пазару, одсек Шеријатско право, где је проглашен за студента генерације. Након теологије завршава и студије права чиме стиче звање дипломираног правника на Интернационалног универзитета у Новом Пазару, на коме је са оценом десет одбранио дипломски рад на тему „Дипломатија”. Додатно образовање стицао је у еминентним институцијама попут Вашингтонског института за глобалне политичке лидере, Школе политичких студија Савета Европе и Београдског фонда за политичку изузетност (БФПЕ).
Обнашао је неколико важних функција и задужења, као што су:
- шеф Кабинета муфтије академика Муамер-еф. Зукорлића и секретар у Исламској заједници у Србији;
- портпарол странке Бошњачке демократске заједнице Санџака - БДЗС (садашњи назив Странка правде и помирења - СПП);
- генерални секретар Странке правде и помирења;
- потпредседник Странке правде и помирења;
- директор Политичке академије СПП-а;
- одборник у Скупштини града Новог Пазара у два мандата;
- већник у Бошњачком националном вијећу (БНВ) у два мандата;
- члан Одбора за родну равноправност при Скупштини града Новог Пазара;
- асистент на Факултету за исламске студије;
- асистент на Интернационалном универзитету;
- професор у Економско-трговинској школи.

У новембру 2022. године Един Ђерлек је именован је за министра у Влади Републике Србије. Од 2023. године, поред функције министра, именован је за члана Управног одбора Фонда за развој Републике Србије, као и многих стручних комисија и тела попут Одбора за јавне службе, Административне комисије и Комисије за утврђивање штете од елементарних непогода. Председник је српског дела Мешовите комисије за економску и техничку сарадњу са Државом Кувајт.
Маја месеца 2023. године изабран је за заменика председника Странке правде и помирења. Успешно и предано је посвећен политичком деловању, али и хуманитарном раду који је посебно дошао до изражаја за време пандемије коронавируса када је са својим тимом помогао на стотине породица широм земље.
У марту 2024. године изабран је за потпредседника Народне скупштине Републике Србије.
Добитник је награде LAW Life портала за право и привреду за исказану хуманост и алтруизам током пандемије COVID-19. Учесник је многобројних научних скупова, међународних конференција и самита широм света.
Поред матерњег српског језика, говори арапски, енглески и руски језик.